# 无锡市洛社中学
无锡市洛社中学是中国江苏省无锡市洛社镇直属重点中学，位于无锡市惠山区洛社镇。

## 历史
- 初级中学时期（1940年-1958年）
- 完全中学时期（1958年-1997年）
- 高级中学时期（1997年-2002年）
- 初中、高中独立建制时期（2002年8月-2010年10月）

## 知名校友

### 党政干部
- 邓鸿勋：1945届初中校友。历任江苏省委书记。
- 张国兴：1956届初中校友。历任青海省果洛藏族自治州州委常委、组织部长。

### 军（警）界精英
- 濮增明：1946届初中校友。大校军衔。
- 张彭春：1948届初中校友。公安部十一局局长。
- 臧堃堂：1949届初中校友。文职一级、技术二级、正军级、中将。

### 教育领域
- 赵复中：1952届初中校友。南京医科大学教授、化学教研室主任、基础医学院学术委员。

### 文艺领域
- 陆绪川：1942届初中校友。蚌埠市博物馆副研究馆员。
- 聂中明：1945届初中校友。著名音乐家、指挥家，中国广播艺术团以及指挥。

### 传媒领域
- 石云锦：1953届初中校友。研究员。《中医药信息报（成都）》总编辑。

### 特殊领域
- 穆镇汉：1945届初中校友。